# Émile Golaz
Émile Golaz, švicarski hokejist, * 21. september 1927, Švica, † 10. februar 2007. 
Golaz je za švicarsko reprezentanco nastopil na olimpijskih hokejskih turnirjih 1952 in 1956, kjer je z reprezentanco osvojil peto in deveto mesto, ter več svetovnih prvenstvih, na katerih je osvojil eno bronasto medaljo.